# Colpoptera nana
Colpoptera nana är en insektsart som beskrevs av Dozier 1931. Colpoptera nana ingår i släktet Colpoptera och familjen sköldstritar. Inga underarter finns listade i Catalogue of Life.